# Ali Raymi
Ali Raymi (* 7. Dezember 1973 in Mekka; † 23. Mai 2015 in Sana'a, Jemen) war ein jemenitischer Profiboxer.

## Amateurkarriere

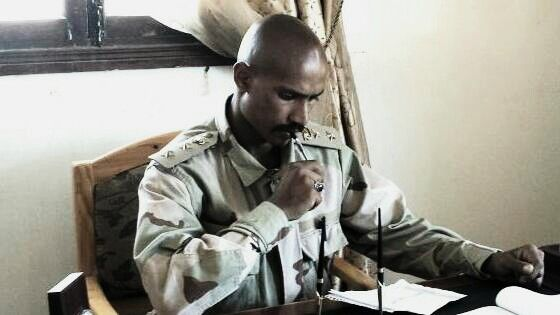
Oberst Ali Raymi

Ali Raymi, der in der jemenitischen Republikanischen Garde diente, begann 2004 mit dem Boxen. Während seiner Amateurkarriere blieb er angeblich ungeschlagen, erlangte 117 Siege, alle durch K. o., sowie 2 Unentschieden.

## Laufbahn
Im Jahr 2011 bestritt der Linksausleger Raymi seine ersten Profikämpfe. Diese und alle folgenden Kämpfe fanden ausnahmslos in Sana'a statt. Am 19. November 2014 bezwang er seinen Landsmann Prince Maz in Runde 2 durch Technischen K. o. und errang dadurch den vakanten Weltmeistertitel des unbedeutenden Verbandes Universal Boxing Organization (kurz UBO).
Raymi gewann zwischen 2011 und 2015 gegen seine 25 Gegner jeweils durch Knockout, davon 21 Kämpfe in der ersten Runde, was zu diesem Zeitpunkt einen neuen Rekord in der Geschichte des Profiboxens darstellte.
Am 23. Mai 2015 kam Ali Raymis bei einer Explosion in Sana'a ums Leben.